# USS Marchand (DE-249)
USS Marchand (DE-249) là một tàu hộ tống khu trục lớp Edsall từng phục vụ cùng Hải quân Hoa Kỳ trong Chiến tranh Thế giới thứ hai. Nó là chiếc tàu chiến duy nhất của Hải quân Hoa Kỳ được đặt cái tên này, theo tên thủy thủ Roy Joseph Marchand (1920-1942), người từng phục vụ trên tàu tiếp dầu Pecos (AO-6), đã tử trận ngày 1 tháng 3, 1942 khi Pecos bị máy bay từ tàu sân bay Nhật Sōryū đánh chìm gần đảo Christmas và được truy tặng Huân chương Ngôi sao Bạc. Nó đã phục vụ cho đến khi chiến tranh kết thúc, xuất biên chế năm 1947, rồi cuối cùng bị bán để tháo dỡ vào năm 1974.

## Thiết kế và chế tạo
Lớp Edsall có thiết kế hầu như tương tự với lớp Cannon dẫn trước; khác biệt chủ yếu là ở hệ thống động lực Kiểu FMR do được trang bị động cơ diesel Fairbanks-Morse dẫn động qua hộp số giảm tốc đến trục chân vịt. Đây là cấu hình động cơ được áp dụng rộng rãi trên tàu ngầm, được chứng tỏ là có độ tin cậy cao hơn so với lớp Cannon.
Vũ khí trang bị bao gồm ba pháo 3 in (76 mm)/50 cal trên tháp pháo nòng đơn có thể đối hạm hoặc phòng không, một khẩu đội pháo phòng không Bofors 40 mm nòng đôi và tám pháo phòng không Oerlikon 20 mm. Vũ khí chống ngầm bao gồm một dàn súng cối chống tàu ngầm Hedgehog Mk. 10 (có 24 nòng và mang theo 144 quả đạn); hai đường ray Mk. 9 và tám máy phóng K3 Mk. 6 để thả mìn sâu. Con tàu vẫn giữ lại ba ống phóng ngư lôi Mark 15 21 inch (533 mm), và được trang bị radar SC dò tìm không trung và mặt biển. Thủy thủ đoàn đầy đủ bao gồm 186 sĩ quan và thủy thủ.
Marchand được đặt lườn tại xưởng tàu của hãng Brown Shipbuilding, ở Houston, Texas vào ngày 30 tháng 12, 1942. Nó được hạ thủy vào ngày 30 tháng 3, 1943, được đỡ đầu bởi bà Charles D. Marchand, mẹ của thủy thủ Marchand, và nhập biên chế cùng Hải quân Hoa Kỳ vào ngày 8 tháng 9, 1943 dưới quyền chỉ huy của Hạm trưởng, Thiếu tá Tuần duyên Gilbert Irving Lynch.

## Lịch sử hoạt động
Khởi hành từ Houston, Texas vào ngày 14 tháng 9, 1943, Marchand tiến hành chạy thử máy huấn luyện tại khu vực Bermuda cho đến ngày 31 tháng 10, khi nó quay về Xưởng hải quân Charleston để đại tu sau chạy thử máy. Nó thực hành huấn luyện chống tàu ngầm ngoài khơi Quonset Point, Rhode Island trong tháng 11 trước khi đi đến Provincetown, Massachusetts vào ngày 20 tháng 11. Con tàu phục vụ như mục tiêu thực hành cho Hải đội Phóng lôi 13 tại đây cho đến khi khởi hành đi Norfolk, Virginia, đến nơi vào ngày 12 tháng 12.
Đảm nhiệm vai trò soái hạm của Đội hộ tống 20, Marchand khởi hành từ Norfolk vào ngày 14 tháng 12 để hộ tống một đoàn tàu vận tải vượt Đại Tây Dương để đi sang khu vực Địa Trung Hải. Sau khi đi đến eo biển Gibraltar vào ngày 2 tháng 1, 1944, nó bàn giao đoàn tàu vận tải cho các đơn vị Hải quân Hoàng gia Anh, rồi đi đến Casablanca, Maroc thuộc Pháp vào ngày 7 tháng 1. Nó lên đường vào ngày hôm sau cho chặng quay trở về Hoa Kỳ, về đến New York vào ngày 24 tháng 1.
Sau khi thực hành huấn luyện tại khu vực eo biển Block Island và Casco Bay, Maine, Marchand khởi hành từ New York vào ngày 22 tháng 2, hộ tống cho Đoàn tàu CU 15 đi sang Bắc Ireland. Lúc 22 giờ 00 ngày 25 tháng 2, trong hoàn cảnh thời tiết bất lợi, hai tàu buôn SS Murfreesboro và SS El Coston mắc tai nạn va chạm với nhau, phát sinh các đám cháy. Khi Marchand đi đến trợ giúp, mũi của El Coston đâm trúng mạn phải của Marchand phía giữa tàu. Dù vậy Marchand vẫn cứu vớt được 28 người sống sót trong khi tàu chị em Ricketts (DE-254) cứu vớt thêm 33 người khác. Sang ngày hôm sau Marchand hộ tống cho El Coston quay trở lại Bermuda; nhưng sau nữa đêm ngày 27 tháng 2, chiếc tàu buôn không thể tiếp tục nổi được và 56 thành viên thủy thủ đoàn còn lại của nó phải bỏ tàu. Sau khi El Costonđắm lúc 01 giờ 42 phút, Marchand chuyển hướng quay trở về New York nơi các thủy thủ sống sót rời tàu.
Đến ngày 6 tháng 4, Marchand lại khởi hành từ New York hộ tống một đoàn tàu vận tải đi sang Bắc Ireland, đi đến Lisahally vào ngày 17 tháng 4, rồi quay trở về New York vào ngày 3 tháng 5. Trong giai đoàn từ ngày 21 tháng 5, 1944 đến ngày 11 tháng 6, 1945, con tàu còn thực hiện thêm chín chuyến hộ tống vận tải khứ hồi vượt Đại Tây Dương, xuất phát từ New York hay Boston, Massachusetts, và đi đến các cảng Anh Quốc.
Sau khi chiến tranh kết thúc tại Châu Âu, Marchand chuẩn bị để được điều động sang khu vực Mặt trận Thái Bình Dương. Nó rời New York vào ngày 19 tháng 6 để hoạt động huấn luyện tại vịnh Chesapeake và sau đó tại vịnh Guantánamo, Cuba trước khi đi sang khu vực Thái Bình Dương. Đi đến Trân Châu Cảng vào ngày 26 tháng 7, con tàu vẫn đang thực hành huấn luyện khi Nhật Bản chấp nhận đầu hàng vào ngày 15 tháng 8, giúp chấm dứt vĩnh viễn cuộc xung đột. Nó rời Trân Châu Cảng vào ngày 27 tháng 8, tuần tra tại vùng biển ngoài khơi Eniwetok và Kwajalein thuộc quần đảo Marshall từ ngày 3 tháng 9 đến ngày 15 tháng 10, đi đến Guadalcanal vào ngày 18 tháng 10, rồi ghé đến Canton thuộc quần đảo Phoenix để vận chuyển nhân sự Tuần duyên Hoa Kỳ trước khi quay trở lại Trân Châu Cảng vào ngày 10 tháng 11.
Rời vùng biển Hawaii vào ngày 17 tháng 11 để quay trở về Hoa Kỳ, Marchand về đến San Diego, California sáu ngày sau đó, và tiếp tục hành trình vào ngày 25 tháng 11 để đi sang vùng bờ Đông ngang qua kênh đào Panama, về đến New York vào ngày 11 tháng 12. Nó khởi hành đi Green Cove Springs, Florida vào ngày 21 tháng 1, 1946, đến nơi hai ngày sau đó và bắt đầu được đại tu để chuẩn bị ngừng hoạt động. Con tàu được cho xuất biên chế tại đây vào ngày 25 tháng 4, 1947, và được đưa về Hạm đội Dự bị Đại Tây Dương. Tên nó được cho rút khỏi danh sách Đăng bạ Hải quân vào ngày 2 tháng 1, 1971, và con tàu sau cùng bị bán để tháo dỡ vào ngày 30 tháng 1, 1974.

## Phần thưởng
Nguồn: Navsource Naval History
|  |  |  |
|  |  |  |

| Huân chương Chiến dịch Hoa Kỳ                 |                                                    |                                      |
| Huân chương Chiến dịch Châu Á-Thái Bình Dương | Huân chương Chiến dịch Châu Âu-Châu Phi-Trung Đông | Huân chương Chiến thắng Thế Chiến II |